# Joseph Anton Feuchtmayer
Joseph Anton Feuchtmayer, o Feichtmayr (Linz, 1696 – Mimmenhausen, 1770) è stato uno scultore e incisore austriaco.

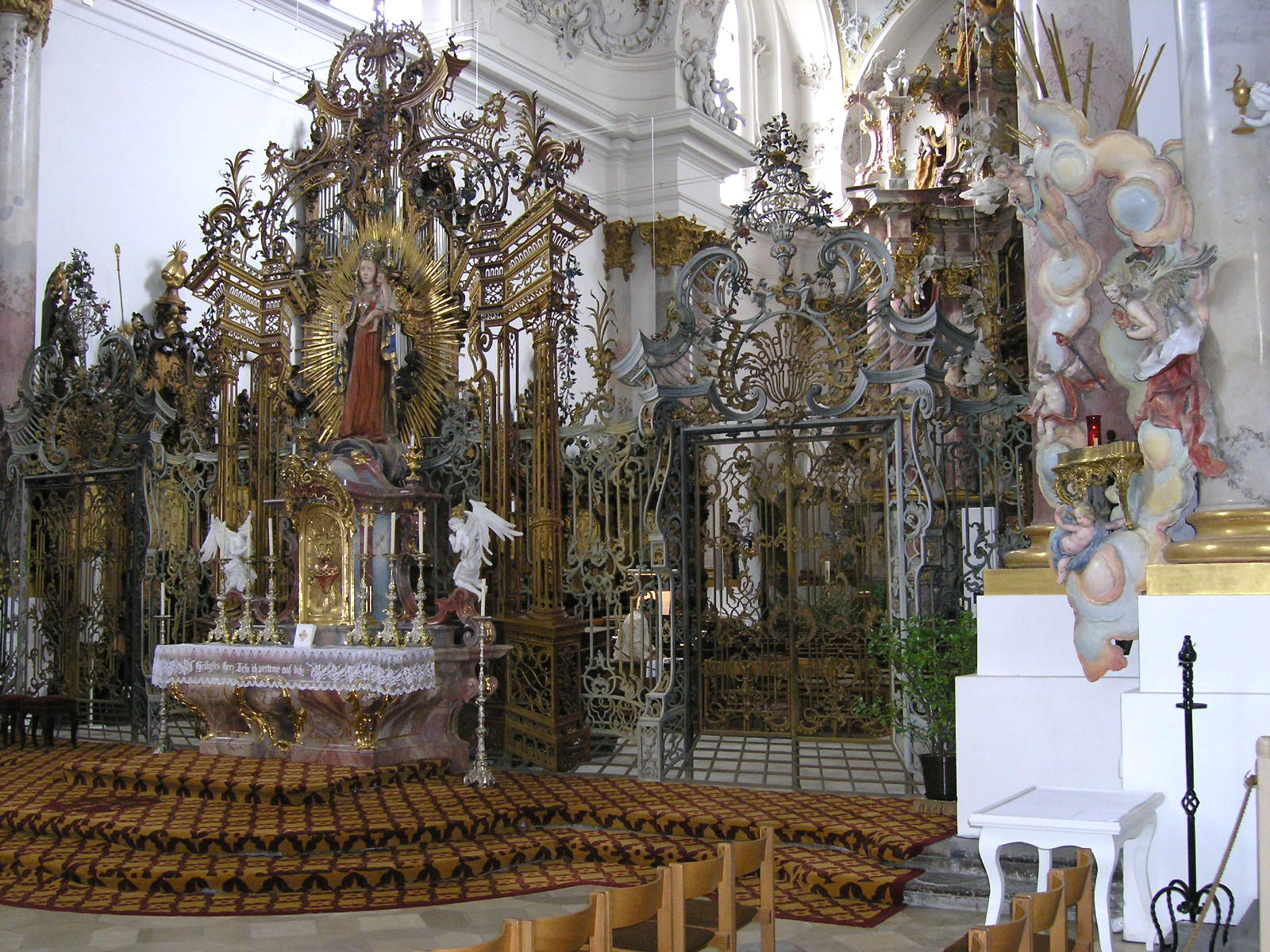
La cancellata rococò della Abbazia di Zwiefalten.

Discendente da una famiglia di scultori, studiò a Salem ed a Schöngau, ma il suo più grande insegnante fu il padre, con il quale iniziò a collaborare fin da giovane.
Tra il 1720 e il 1724 scolpì, col maestro Joseph Anton Koch, gli stalli del coro dei benedettini di Weingarten in cui spiccano figure femminili e portascudi.
Della vastissima produzione successiva ricordiamo l'altare e la decorazione della cappella vescovile di Meersburg, l'altare nel castello di Zeil, gli stalli e la ricchissima cancellata della cattedrale di Zwiefalten, il coro e i confessionali nell'abbazia di San Gallo.